# Toni Cantó
Antonio Cantó García del Moral (València, 14 de gener de 1965), més conegut com a Toni Cantó, és un actor i polític valencià, diputat al Congrés dels Diputats en la X, XI i XII legislatures.

## Biografia
Va nàixer a València el 14 de gener de 1965. Fill del doctor Cantó, Toni Cantó ha tingut tres fills amb tres dones diferents: Carlota, de la seua relació amb l'actriu Eva Cobo; Lucas, nascut de la seua relació amb la presentadora de televisió Carla Hidalgo; i Violeta nascuda en 2006, amb l'actriu Mar Regueras. Es va casar en primeres núpcies el 23 de maig de 2010 a Eivissa, amb una jove canària, terapeuta de professió. La seua filla Carlota va morir víctima d'un accident de trànsit, el 29 de gener de 2011, en el qual, un conductor kamikaze que circulava en sentit contrari i que quintuplicava la taxa d'alcohol permesa, va xocar frontalment contra el cotxe en què viatjava Carlota.

## Trajectòria artística

### Televisió
Toni Cantó va començar treballant com a model, i després d'estudiar en el Centre Dramàtic Nacional, en l'estiu de 1986 li arriba la seua primera oportunitat davant una càmera, en el magazine televisiu La Tarde, de Televisió Espanyola, acompanyant a Pastora Vega i Guillermo Fesser. No obstant això, només va romandre unes setmanes en pantalla.
Un any més tard comença a presentar l'espai musical Sábado Noche, tasca en la qual continua fins a 1988 en companyia primer de Paola Dominguín i després de Lydia Bosch. En l'estiu de 1988 s'incorpora a l'equip de Por la mañana, el programa que Jesús Hermida realitza diàriament en TVE, i que li serveix d'escola per a actuar davant una càmera.
Després d'haver intervingut en algunes sèries de TV durant la dècada dels noranta, com El destino en sus manos (1995), Entre naranjos (1996) o Querido maestro (1998), a la fi de 1999 li arriba el paper que, probablement, li ha proporcionat major popularitat: el de David Pérez, un jove que desperta després de divuit anys en coma, en la sèrie 7 vidas.
Encara que Cantó només participa en les dues primeres temporades, entre 1999 i 2000, la popularitat recobrada li permet iniciar nous projectes en televisió, com les sèries La ley y la vida (2000), en TVE, el programa de càmera oculta Mira, mira (2002-2003), en Canal 9, Living Lavapiés (2002), i En buena compañía (2006), aquestes últimes en Telemadrid i en la sèrie De moda (2004) per a les autonòmiques de la FORTA, a més d'actuacions puntuals en el renovat programa de TVE dedicat al teatre Estudio 1 (Pares y Nines, 2004; La doble historia del doctor Valmy, 2006).
També va treballar en la sèrie d'Antena 3, 700 Euros: Diario secreto de una call girl.
En 2009 va protagonitzar la sèrie de Telecinco Un golpe de suerte i dos anys després i en la mateixa cadena treballa, també com a protagonista, en Vida loca, al costat d'Esther Arroyo, Miguel Ángel Muñoz i Lolita Flores.

### Cinema
La seua trajectòria en televisió l'ha compaginat amb una carrera interpretativa, tant en cinema com en teatre. Debuta en la pantalla gran el 1986 amb Oficio de muchachos, de Carlos Romero Marchent. En els anys següents interpreta una vintena de pel·lícules, entre les quals destaquen Tu nombre envenena mis sueños (1996), de Pilar Miró i especialment Todo sobre mi madre (1999), de Pedro Almodóvar.

### Teatre
Al teatre debuta el 1987 amb Los ochenta son nuestros, d'Ana Diosdado i després va participar en Carmen, Carmen i en Hamlet.
En 1990 interpreta el paper d'Orestes en La Orestíada, de la mà del director José Carlos Plaza. Altres obres en els quals ha intervingut inclouen:
- Hamlet (1989)
- Las comedias bárbaras (1991)
- El mercader de Venecia (1992)
- Acreedores (1995)
- Puede ser divertido (1995)
- La gata sobre el tejado de zinc caliente (1996), dirigida per Mario Gas, amb Aitana Sánchez-Gijón.
- Mucho ruido y pocas nueces (1997)
- Las amistades peligrosas (2001), amb Amparo Larrañaga i Maribel Verdú.
- La retirada de Moscú (2004)
- Baraka! (2006-2007), de Maria Goos.
- Llueve en Barcelona (2008)
- El pez gordo (2009)
- Razas (2010-2011)

## Trajectòria política
En els últims anys ha pres part en la política activa a través de diverses organitzacions i partits polítics. La seua carrera política va començar amb el partit de Vecinos per Torrelodones, ideològicament pròxim a Ciutadans - Partit de la Ciutadania. Al costat d'aquest partit s'ha manifestat en contra de la política lingüística en el sistema educatiu de la Generalitat de Catalunya. També va manifestar el seu suport a la Unificació Comunista d'Espanya, partit que s'autodefineix com a comunista, molt crític amb els nacionalismes perifèrics, que dona suport a la unitat territorial d'Espanya, i que és considerat com una secta per l'organització Atenció i Investigació de Socioadicciones (AIS).
Des de 2008 milita en Unió, Progrés i Democràcia (UPyD), i ha defensat en diverses ocasions la unitat d'Espanya, la lluita contra els nacionalismes perifèrics, la necessitat de la reforma de la llei electoral i, especialment, la necessitat d'una nova llei d'educació que faça realment partícips els ciutadans de la cultura i l'art.Fa moltes crítiques a partíts polítics com el PP, que afirma que és una màquina de corrupció masiva.
El 2011 es presentà en últim lloc en les llistes en les eleccions autonòmiques de Madrid per UPyD. Així mateix, el 17 de setembre va ser triat en eleccions primàries com a cap de llista per València de cara a les eleccions generals del 20 de novembre i va aconseguir l'acta de diputat al Congrés, a la que va renunciar el 2015. En juliol de 2015 es va anunciar que formaria part de les llistes electorals del partit Ciudadanos en les properes eleccions generals, com a número dos en la circumscripció de València i fou elegit diputat a les eleccions generals espanyoles de 2015 i 2016.

### Declaracions sobre l'ensenyament en valencià
L'agost de 2012, Toni Cantó va alçar polseguera a la xarxa social Twitter en publicar un missatge on ironitzava sobre el fet que els alumnes valencians parlaren valencià perfectament però no anglès. Cantó va ser durament criticat en entendre que la seua actitud fomentava la diglòssia al País Valencià i que contraposava falsament l'aprenentatge de diferents llengües.

### Afirmació falsa sobre l'idioma d'ensenyament a dos centres de València
El gener de 2019 va afirmar que en una determinada zona de València hi ha un centre on els seus familiars no tenen hores lectives en castellà. eldiario.es investigà els dos únics centres de la zona i trobà que en ambdós centres n'hi havia per a les persones de l'edat dels seus familiars.

### Afirmació falsa sobre les ajudes a la publicació en castellà
El juny de 2019 va afirmar que la publicació de llibres en castellà al País Valencià no rebia cap subvenció per part del govern valencià, cosa falsa perquè el 2018 la Conselleria d'Educació destinà quasi 170.000 euros a la producció editorial en castellà.